# Jägerkorps der Stadt und Republik Bern

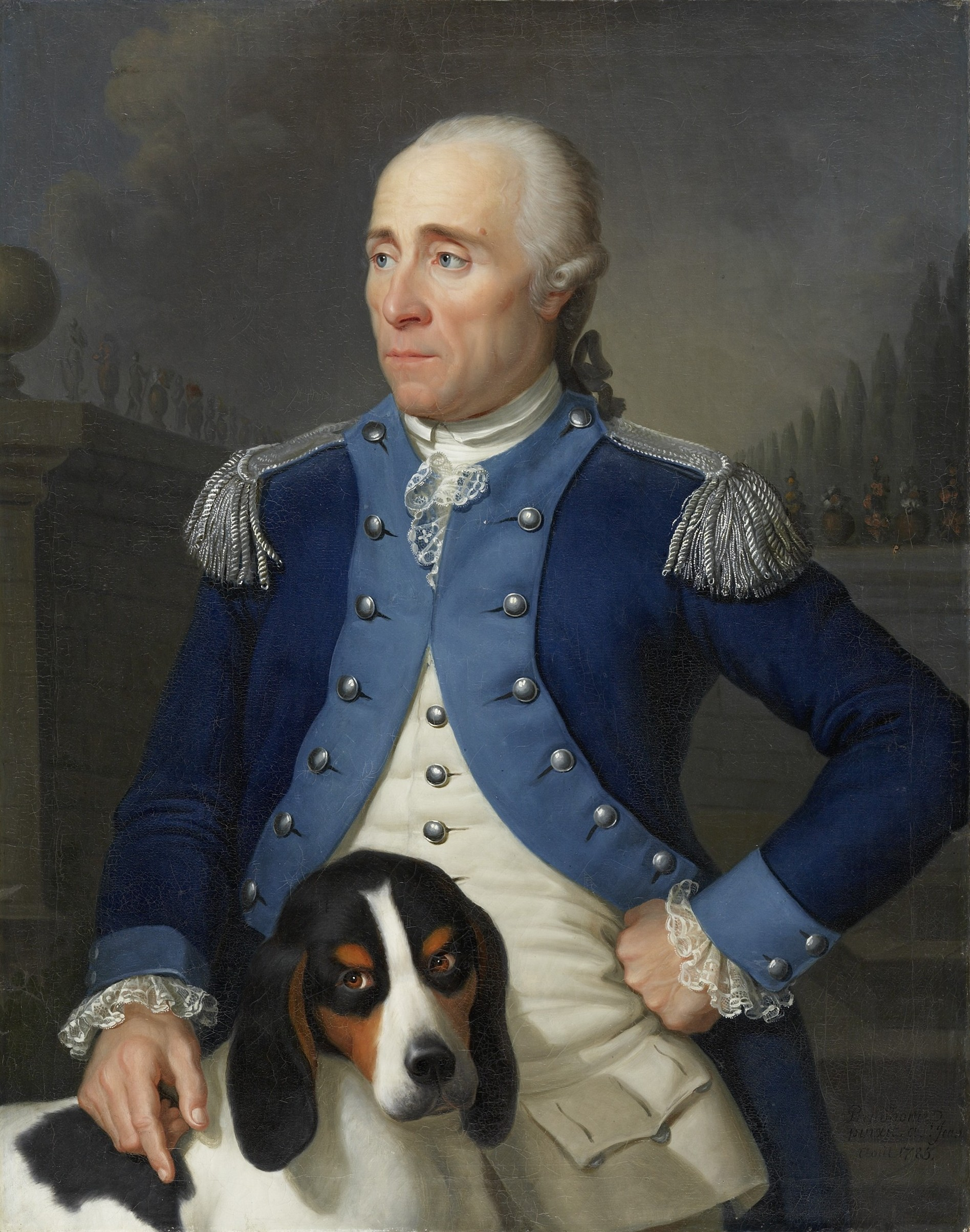
Franz Rudolf Frisching in der Uniform eines Obersten der Berner Jäger mit seinem Berner Laufhund, gemalt von Jean Preudhomme, 1785

Das Jägerkorps der Stadt und Republik Bern war eine im 18. Jahrhundert gegründete Truppengattung der Stadt und Republik Bern. Als Jägertruppe werden im deutschsprachigen Raum selbstständig operierende Verbände der leichten Infanterie bezeichnet, die ursprünglich aus Jägern und Förstern rekrutiert wurden. Jäger zählen zu den ältesten noch existierenden Truppengattungen der modernen Heere.

## Aufbau der Infanterie (1782–1798)
Die bernische Heeresorganisation von 1760/68 hatte in nicht zu überbietender Folgerichtigkeit das Prinzip der territorialen Rekrutierung der Truppenkörper verwirklicht, indem sie das Land in 15 deutsch-bernische und 6 welsche Regimentsbezirke einteilte, wobei das Regiment Aigle zum deutschen Teil gehörte. Büren und Avenches bildeten besondere Bataillonsbezirke. An dieser Einteilung wurden bis zum Untergang der alten Republik 1798 keine Änderungen mehr vorgenommen. Hingegen erfuhr das erste Aufgebot durch die Wehrordnung von 1782 eine Verbesserung seiner Leistungsfähigkeit. Das Feldheer wurde nun auch so organisiert, dass die bisherige Kehrordnung des Piketts fallengelassen werden konnte.
Das Infanterieregiment hob aus jedem seiner beiden Stammbezirke je zwei Stammbataillone aus. Das Stammbataillon umfasste alle Wehrpflichtigen eines Unterbezirkes vom 16. bis 60. Altersjahr. Es bildete den Rahmen, aus dem die Elitetruppen ausgewählt wurden. Die Tüchtigen wurden als Grenadiere und Musketiere ausgezogen. Jedes Stammbataillon gab eine Grenadier- und eine Musketierkompanie zu 125 Mann, die sogenannten Selektkompanien, ab. Die vier Stammbataillone eines Regiments stellten somit ein Grenadier- und ein Musketierbataillon zu 500 Mann, die das Auszugsregiment bildeten. Die Bezeichnung Musketiere hatte übrigens keinen Sinn mehr, da die Muskete längst ausser Gebrauch gekommen war. Zum Feldheer gehörten nun bloss noch die Selektkompanien, für die es keine jährliche Ablösung mehr gab, doch konnten sich Grenadier und Musketier nach dem 45. Altersjahr von der Auszugspflicht befreien. Etwa zwei Drittel der Mannschaft waren in den Füsilierkompanien eingeteilt, die je nach Alter als Landwehr oder Landsturm dienten. Anfänglich waren die Grenadiere und Musketiere gleichzeitig noch in den Füsilierkompanien eingeteilt und hatten mit diesen zu marschieren, wenn das grosse Regiment ausrückte. Im Jahre 1786 jedoch wurden die Selektkompanien völlig von den Füsilieren gelöst und mit eigenen Offizieren versehen, so dass die Bataillone der grossen Regimenter jetzt sechs Kompanien zählten.

## Jägerkorps
1768 wurde Franz Rudolf Frisching zum Hauptmann der 1. bernischen Jägerkompanie ernannt. Einer Empfehlung des in preussischen Diensten stehenden Generals Robert Scipio von Lentulus folgend, hatte man 1768 aus guten Schützen der oberländischen Regimenter drei Jägerkompanien gebildet. Es bestand schon eine ältere derartige Einheit, das 1751 aufgestellte Freikorps Aelen (Aigle). Da sich die Jäger oder Scharfschützen, wie man sie später zu nennen pflegte, bewährten, vermehrte man die Zahl ihrer Kompanien bis 1798 auf acht, jede zu 110 Mann. Die ersten bernischen Scharfschützeneinheiten datieren somit von 1768. 1776/77 wurde das Jägerkorps unter dem zum Obersten avancierten Franz Rudolf Frisching reorganisiert und erhielt erstmals ein gedrucktes Reglement in deutscher und französischer Sprache.
In den Regimentern, die keine Scharfschützen stellten, wurden seit 1782 die besten Schützen als Jäger ausgezogen, anfänglich pro Regiment eine halbe, seit 1794 eine ganze Kompanie zu 110 Mann. Im Gegensatz zu den Scharfschützen bildeten die sogenannten Feld- oder Bataillonsjäger keine selbständige Truppe; sie wurden zugsweise den Bataillonen zugeteilt und sollten bei diesen den Dienst einer leichten Infanterie versehen.
Zu Ende des 18. Jahrhunderts bestand die Infanterie des bernischen Feldheeres aus:
- 21 Auszügerregimentern, einschliesslich Stabspersonal zu 1.018 Mann: Total 21.378 Mann
- 4 Selektkompanien der 2 Bataillone Büren und Avenches, einschliesslich Stab: Total 512 Mann
- 14 Jägerkompanien: Total 1.540 Mann
- 8 Scharfschützenkompanien: Total 894 Mann

Gesamtbestand der Infanterie des bernischen Feldheeres: 24.324 Mann

## Uniform des Jägerkorps
Schon bei der Aufstellung der Jägerkompanien im Jahre 1768 wurde bestimmt, dass die Jäger einen dunkelblauen Rock mit hellblauen Aufschlägen und Klappen (Revers) tragen sollten. Der Rock der Offiziere hatte zudem versilberte Knöpfe sowie ein Epaulettenpaar mit Fransen in Silber. Nach dem Dekret des Grossen Rates über die Wehrordnung vom 4. März 1782 erhielten die Scharfschützen sodann runde Hüte, sogenannte chapeaux corses, und Halbgamaschen.
Ebenfalls gemäss dem Dekret vom 4. März 1782, sollten die 1782 errichteten Feld- oder Bataillonsjäger ihre bisherige Milizuniform vorerst nur mit den hellblauen Kragen und Aufschlägen der Scharfschützen versehen und sich dann nach und nach Weste und Hose von der Farbe des blauen Uniformrockes beschaffen. Ihr Rock hatte keine Rabatten.

## Waffen des Jägerkorps
Wohl wissend, dass sich der gute Schütze der ihm vertrauten Waffe bedienen will, verzichtete man auf eine zu enge Fixierung der Scharfschützenbewaffnung. Anfänglich liess man den Scharfschützen die Wahl, ob sie die gewöhnliche Infanterieflinte oder eine gezogene Büchse führen wollten. Mehr und mehr setzte sich der Stutzer durch, der nach 1777 mit einem Stecher versehen werden durfte, einer Vorrichtung, die sonst an den Gewehren auf den Zielstätten verboten war. Das Seitenwehr des Scharfschützen war der Hirschfänger.
Der Bataillonsjäger sollte womöglich ein Gewehr mit gezogenem Lauf haben, im Übrigen das Bajonett und das Lederzeug des Infanteristen behalten, doch hatte er sich mit einem runden länglichen Fellranzen auszurüsten, der über die Schulter getragen wurde.